# Bob Verbeeck
Bob Verbeeck (Bélgica, 5 de agosto de 1960) es un atleta belga retirado especializado en la prueba de 3000 m, en la que consiguió ser campeón europeo en pista cubierta en 1985.

## Carrera deportiva
En el Campeonato Europeo de Atletismo en Pista Cubierta de 1985 ganó la medalla de oro en los 3000 metros, con un tiempo de 8:10.84 segundos, por delante del alemán Thomas Wessinghage  y del soviético Vitaliy Tishchenko.